# Ägidiuskirche (Krakau)

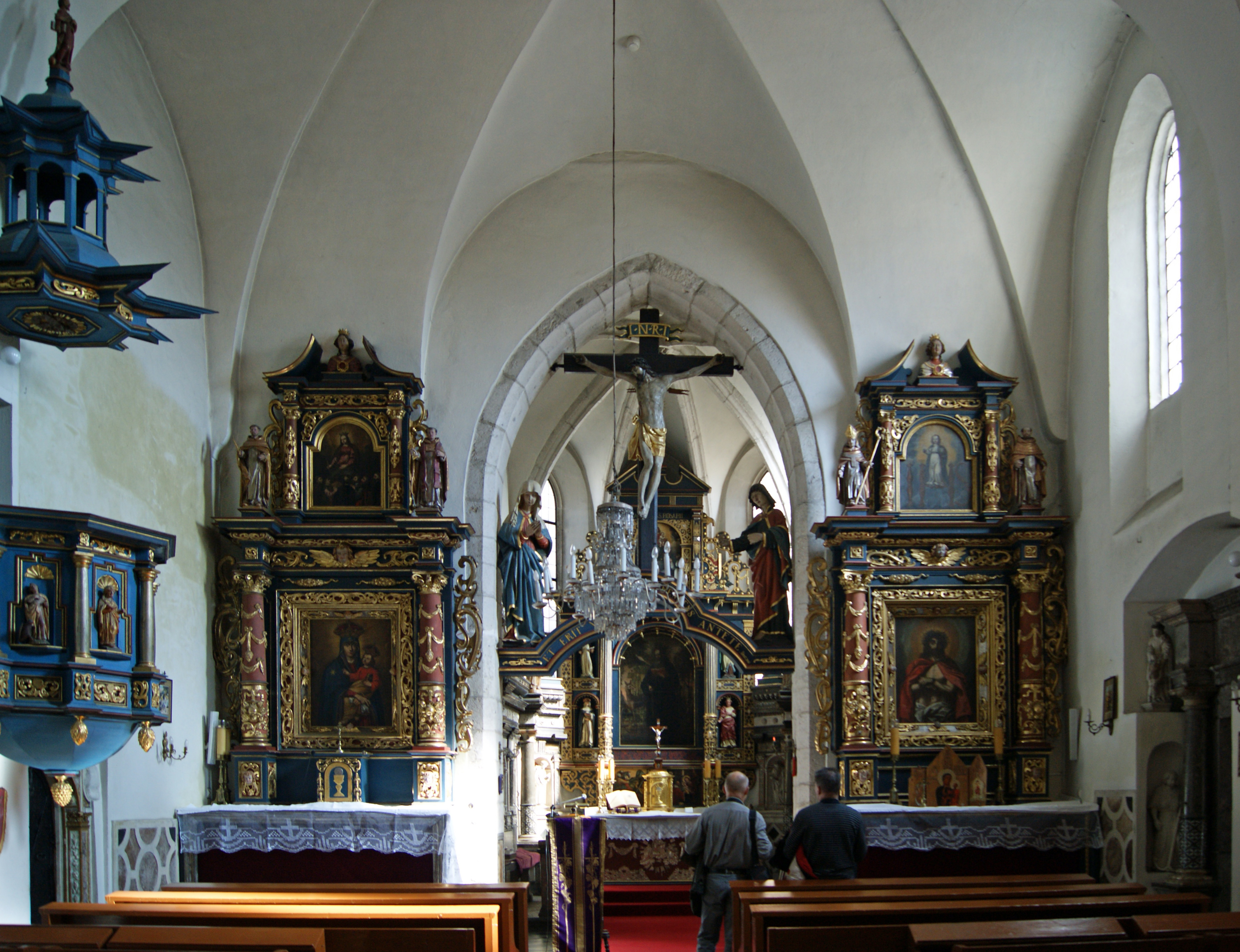
Kircheninneres

Die Ägidiuskirche (poln. Kościół św. Idziego) in Krakau ist eine katholische Kirche an der ul. Grodzka 67 im südlichen Teil der Krakauer Altstadt, konkret im Stadtteil Okół. Sie wurde später von den Dominikanern übernommen.

## Geschichte
Die Kirche wurde nach 1086 von Ladislaus I. Herman im Stil der Frühromanik als Votiv für die Geburt des Thronfolgers Boleslaus III. Schiefmund gestiftet. Da Ladislaus I. bei dem Heiligen Ägidius durch Gaben an das Kloster Saint-Gilles um einen Thronfolger gebeten hatte, wurde die Kirche nach diesem benannt. Sie ist damit eine der ältesten erhaltenen Kirchen Krakaus. Die Kirche wurde um 1300 im Stil der Backsteingotik ausgebaut und zunächst den Benediktinern später den Dominikanern übergeben. Das Innere der Kirche wurde im 17. Jahrhundert barockisiert. Die Kirche dient unter anderem der englischsprachigen katholischen Gemeinde in Krakau.

## Geographische Lage
Die Kirche befindet sich am südlichen Teil der Krakauer Altstadt am Ende der ul. Grodza im Stadtteil Okół. Bis zum 19. Jahrhundert befand sich hier auch das Burgtor der Krakauer Stadtmauer. Oberhalb der Kirche befindet sich der Burgberg Wawel.